# 皮巴弟先生 (夢工廠)
皮巴弟先生(英語：Mr. Peabody)，是夢工廠2014年電影《皮巴弟先生與薛曼的時光冒險》的主角之一。他是一隻會說話、非常聰明的狗，也是個商業大亨、發明家、科學家、諾貝爾獎得主、美食家、兩次奧運會獎牌得主，並領養了薛曼。
原文配音為Ty Burrell，台灣國語配音為艾力克斯，中國普通話配音為黃渤。

## 傳記
他因為小時候就與眾不同，有自己的想法，所以都沒有人領養他，因此他就專心吸取知識，為人類作貢獻。此外，他發明了拳頭擊掌、仆街、排扣褲、自動調音軟體、背轉180度豚跳、尊巴和時光機。
某一個雨天，當他走在街上，他聽到附近的巷子裡傳出哭聲，並走上前看，發現裡面有一個嬰兒被遺棄在一個紙板箱，只用毯子包住，並附帶著紙，上面寫著「Sherman」(薛曼)。 
於是他想起自己的童年，那種沒有家庭、家人的感覺，因此，他決定領養薛曼。
他不希望不好的事情發生在薛曼身上，因此過於壓抑薛曼的思想和成長，這也造就一連串的故事。

## 在電影裡
皮巴弟先生接到了薛曼咬人的通知後，隔天為處理此問題而邀請彼得森一家人來吃飯，當皮巴弟先生搞定彼得森夫婦時，薛曼突然告訴他和潘妮用了時光機，而潘妮在古埃及。皮巴弟先生知道後就帶著薛曼前往古埃及，在古埃及時潘妮和圖坦王訂婚，但得知圖坦王死後(圖坦王得年18)必須隨他陪葬，因此反悔，卻還是被強行帶走。皮巴弟先生和薛曼就被關進人面獅身像裡，當他們尋找出路時，薛曼一直在嘟囔圖坦卡門，皮巴弟先生就認為薛曼是在吃醋－他喜歡潘妮。後來皮巴弟先生發現出口，因此逃脫。之後皮巴弟先生冒充阿努比斯，威脅眾人：若不停止婚禮就會帶來瘟疫。該計劃原本進展順利，直到阿努比斯雕像的下巴坍塌，露出皮巴弟和薛曼。隨後他們趕緊跑回時光機。
之後因時光機燃料不足而被迫降落歐洲的文藝復興時期，請求達文西的協助，當時達文西正在畫蒙娜麗莎，但是蒙娜麗莎都不肯笑，因此皮巴弟先生就告訴達文西可以用科學的方法讓她笑，並實作，但是不好笑，後來皮巴弟先生意外的跌了個狗吃屎，讓蒙娜麗莎大笑，之後因心情愉悅轉變成微笑。接著在皮巴弟先生和達文西處理時光機時，潘妮和薛曼就去探險，在達文西的工作室裡，潘妮啟動了達文西的飛行器。，還差點沒命他對薛曼和潘妮感到非常生氣。
回程，他責罵潘妮讓薛曼變成一個不良少年。於是潘妮說：「如果你是一個偉大的父親，為什麼顧人怨要把薛小曼帶走？」。 這導致薛曼和皮巴弟先生吵架翻臉。
當三人在時，薛曼跑去加入希臘軍隊。當皮巴弟和潘妮找到他時，薛曼不聽皮巴弟先生對他的警告，還是去打仗。當戰鬥開始時，薛曼因為害怕而決定他並不想成為一名戰士，趕緊利用皮巴弟先生給他的特殊哨子。之後，意外滾走，當特洛伊木馬在懸崖邊停住時，潘妮的裙子竟然被釘子勾住，薛曼就趕緊前去救她，但這一舉動也造成重心偏移，使得特洛伊木馬掉下去，當時，皮巴弟先生利用槓桿原理把薛曼和潘妮彈射出去，自己就掉下去了。薛曼發現皮巴弟先生已經去世，薛曼和潘妮就開始哭泣。隨後，薛曼想到一個方法可以救皮巴弟先生，但是必須回到自己存在的時空，所以薛曼和潘妮就強制回到他們已經存在的時空－為了挽救這一切。
在時光機墜落後捕狗大隊就把皮巴弟先生抓走，但在這時薛曼說了：「我也是一隻狗。」，使得全場的人都贊同，爾後前美國總統華盛頓和林肯出面赦免皮巴弟先生。
皮巴弟先生與薛曼搭乘時光機前往未來，果然成功把古代事物吸回去，這時阿伽門農也順便把顧仁園帶走了。但是皮巴弟先生和他卻不見蹤影，當眾人感到悲傷時，時光機就突然出現，讓大家鬆了一口氣。
隔天，皮巴弟載薛曼上學，並決定不要再過度保護薛曼。

### 網站
- Dreamworks Wiki

## 外部連結
- Dreamworks Wiki-皮巴弟先生 (英語)
- 中文世界大典-皮巴弟先生
- 電影維基-皮巴弟先生
- Mr. Peabody & Sherman Wiki-皮巴弟先生 (英語)